# Български новини (1903 – 1904)
Вижте пояснителната страница за други значения на Български новини.
„Български новини“ е български вестник, издаван в Чикаго, САЩ от 1903 до 1904 година.
Излиза всяка седмица и е редактиран от Спас Шумков. Той е вторият български вестник, издаван от българската емиграция в САЩ. Излиза до пролетта на 1904 година, когато спира поради липса на средства.